# 士瓦本的吉塞拉
士瓦本的吉塞拉（德語：Gisela von Schwaben，約990年—1043年2月15日），神聖羅馬皇后，1027年至1039年在位。
吉塞拉的父親是士瓦本公爵赫爾曼二世 (士瓦本)，母親是勃艮第國王康拉德三世與妻子瑪蒂爾德的女兒。

## 家庭
1002年，吉塞拉與不倫瑞克伯爵布倫一世結婚，兩人共有1子1女：
1. 魯道夫（英语：Liudolf, Margrave of Frisia）（1003年—1038年）
2. 吉塞拉（1005年—1052年）

布倫一世於1010年去世。1012年，吉塞拉與士瓦本公爵恩斯特一世結婚，兩人共有兩個兒子：
1. 恩斯特（約1013年—1030年），早逝
2. 赫爾曼（約1015年—1038年）

恩斯特一世於1015年去世。隔年，吉塞拉與施派爾的康拉德（日後的神聖羅馬皇帝康拉德二世）結婚，兩人共有1子1女：
1. 海因里希（1016年—1056年）
2. 瑪蒂爾德（英语：Matilda of Franconia）（約1027年—1034年），夭折